# منتخب النمسا لكرة القاعدة
منتخب النمسا لكرة القاعدة هو ممثل النمسا الرسمي في المنافسات الدولية في كرة القاعدة .